# US Open 2023
Die US Open waren das letzte von vier Grand-Slam-Turnieren der Saison, den am höchsten dotierten und prestigeträchtigsten Tennisturnieren. Sie fanden vom 28. August bis 10. September 2023 im USTA Billie Jean King National Tennis Center im Flushing-Meadows-Park im Stadtteil Queens von New York City (USA) statt.
Titelverteidiger im Einzel waren Carlos Alcaraz bei den Herren sowie Iga Świątek bei den Damen. Im Doppel waren Rajeev Ram und Joe Salisbury bei den Herren, Barbora Krejčíková und Kateřina Siniaková bei den Damen und Storm Hunter und John Peers im Mixed die Vorjahressieger.

## Herreneinzel
Setzliste
| Nr. | Spieler               | Erreichte Runde |
| --- | --------------------- | --------------- |
| 01. | Carlos Alcaraz        | Halbfinale      |
| 02. | Novak Đoković         | Sieg            |
| 03. | Daniil Medwedew       | Finale          |
| 04. | Holger Rune           | 1. Runde        |
| 05. | Casper Ruud           | 2. Runde        |
| 06. | Jannik Sinner         | Achtelfinale    |
| 07. | Stefanos Tsitsipas    | 2. Runde        |
| 08. | Andrei Rubljow        | Viertelfinale   |
| 09. | Taylor Fritz          | Viertelfinale   |
| 10. | Frances Tiafoe        | Viertelfinale   |
| 11. | Karen Chatschanow     | 1. Runde        |
| 12. | Alexander Zverev      | Viertelfinale   |
| 13. | Alex de Minaur        | Achtelfinale    |
| 14. | Tommy Paul            | Achtelfinale    |
| 15. | Félix Auger-Aliassime | 1. Runde        |
| 16. | Cameron Norrie        | 3. Runde        |

| Nr. | Spieler                     | Erreichte Runde |
| --- | --------------------------- | --------------- |
| 17. | Hubert Hurkacz              | 2. Runde        |
| 18. | Lorenzo Musetti             | 1. Runde        |
| 19. | Grigor Dimitrow             | 3. Runde        |
| 20. | Francisco Cerúndolo         | 2. Runde        |
| 21. | Alejandro Davidovich Fokina | 3. Runde        |
| 22. | Adrian Mannarino            | 3. Runde        |
| 23. | Nicolás Jarry               | 3. Runde        |
| 24. | Tallon Griekspoor           | 1. Runde        |
| 25. | Alexander Bublik            | 1. Runde        |
| 26. | Daniel Evans                | 3. Runde        |
| 27. | Borna Ćorić                 | 1. Runde        |
| 28. | Christopher Eubanks         | 2. Runde        |
| 29. | Ugo Humbert                 | 1. Runde        |
| 30. | Tomás Martín Etcheverry     | 2. Runde        |
| 31. | Sebastian Korda             | 1. Runde        |
| 32. | Laslo Đere                  | 3. Runde        |

## Dameneinzel
Setzliste
| Nr. | Spielerin            | Erreichte Runde |
| --- | -------------------- | --------------- |
| 01. | Iga Świątek          | Achtelfinale    |
| 02. | Aryna Sabalenka      | Finale          |
| 03. | Jessica Pegula       | Achtelfinale    |
| 04. | Jelena Rybakina      | 3. Runde        |
| 05. | Ons Jabeur           | Achtelfinale    |
| 06. | Coco Gauff           | Sieg            |
| 07. | Caroline Garcia      | 1. Runde        |
| 08. | Maria Sakkari        | 1. Runde        |
| 09. | Markéta Vondroušová  | Viertelfinale   |
| 10. | Karolína Muchová     | Halbfinale      |
| 11. | Petra Kvitová        | 2. Runde        |
| 12. | Barbora Krejčíková   | 1. Runde        |
| 13. | Darja Kassatkina     | Achtelfinale    |
| 14. | Ljudmila Samsonowa   | 3. Runde        |
| 15. | Belinda Bencic       | Achtelfinale    |
| 16. | Weronika Kudermetowa | 1. Runde        |

| Nr. | Spielerin              | Erreichte Runde |
| --- | ---------------------- | --------------- |
| 17. | Madison Keys           | Halbfinale      |
| 18. | Wiktoryja Asaranka     | 2. Runde        |
| 19. | Beatriz Haddad Maia    | 2. Runde        |
| 20. | Jeļena Ostapenko       | Viertelfinale   |
| 21. | Donna Vekić            | 1. Runde        |
| 22. | Jekaterina Alexandrowa | 3. Runde        |
| 23. | Zheng Qinwen           | Viertelfinale   |
| 24. | Magda Linette          | 2. Runde        |
| 25. | Karolína Plíšková      | 2. Runde        |
| 26. | Elina Switolina        | 3. Runde        |
| 27. | Anastassija Potapowa   | 1. Runde        |
| 28. | Anhelina Kalinina      | 1. Runde        |
| 29. | Elisabetta Cocciaretto | 1. Runde        |
| 30. | Sorana Cîrstea         | Viertelfinale   |
| 31. | Marie Bouzková         | 3. Runde        |
| 32. | Elise Mertens          | 3. Runde        |

## Herrendoppel
Setzliste
| Nr. | Paarung                                  | Erreichte Runde |
| --- | ---------------------------------------- | --------------- |
| 01. | Wesley Koolhof Neal Skupski              | Achtelfinale    |
| 02. | Ivan Dodig Austin Krajicek               | Halbfinale      |
| 03. | Rajeev Ram Joe Salisbury                 | Sieg            |
| 04. | Marcelo Arévalo Jean-Julien Rojer        | Achtelfinale    |
| 05. | Máximo González Andrés Molteni           | Viertelfinale   |
| 06. | Rohan Bopanna Matthew Ebden              | Finale          |
| 07. | Santiago González Édouard Roger-Vasselin | Achtelfinale    |
| 08. | Marcel Granollers Horacio Zeballos       | Achtelfinale    |

| Nr. | Paarung                           | Erreichte Runde |
| --- | --------------------------------- | --------------- |
| 09. | Hugo Nys Jan Zieliński            | Viertelfinale   |
| 10. | Kevin Krawietz Tim Pütz           | 1. Runde        |
| 11. | Sander Gillé Joran Vliegen        | 1. Runde        |
| 12. | Jamie Murray Michael Venus        | 2. Runde        |
| 13. | Lloyd Glasspool Harri Heliövaara  | 2. Runde        |
| 14. | Matwé Middelkoop Mate Pavić       | 2. Runde        |
| 15. | Nathaniel Lammons Jackson Withrow | Viertelfinale   |
| 16. | Robin Haase Nikola Mektić         | 2. Runde        |

## Damendoppel
Setzliste
| Nr. | Paarung                               | Erreichte Runde |
| --- | ------------------------------------- | --------------- |
| 01. | Barbora Krejčíková Kateřina Siniaková | 2. Runde        |
| 02. | Storm Hunter Elise Mertens            | 1. Runde        |
| 03. | Coco Gauff Jessica Pegula             | Viertelfinale   |
| 04. | Desirae Krawczyk Demi Schuurs         | 2. Runde        |
| 05. | Nicole Melichar-Martinez Ellen Perez  | 2. Runde        |
| 06. | Leylah Fernandez Taylor Townsend      | Viertelfinale   |
| 07. | Shūko Aoyama Ena Shibahara            | 1. Runde        |
| 08. | Hsieh Su-wei Wang Xinyu               | Halbfinale      |

| Nr. | Paarung                                 | Erreichte Runde |
| --- | --------------------------------------- | --------------- |
| 09. | Chan Hao-ching Giuliana Olmos           | 2. Runde        |
| 10. | Ljudmyla Kitschenok Jeļena Ostapenko    | 2. Runde        |
| 11. | Latisha Chan Yang Zhaoxuan              | 2. Runde        |
| 12. | Laura Siegemund Wera Swonarjowa         | Finale          |
| 13. | Weronika Kudermetowa Ljudmila Samsonowa | 2. Runde        |
| 14. | Marta Kostjuk Elena-Gabriela Ruse       | Achtelfinale    |
| 15. | Miyu Katō Aldila Sutjiadi               | Achtelfinale    |
| 16. | Gabriela Dabrowski Erin Routliffe       | Sieg            |

## Mixed
Setzliste
| Nr. | Paarung                        | Erreichte Runde |
| --- | ------------------------------ | --------------- |
| 01. | Jessica Pegula Austin Krajicek | Finale          |
| 02. | Desirae Krawczyk Neal Skupski  | Rückzug         |
| 03. | Hsieh Su-wei Marcelo Arévalo   | Achtelfinale    |
| 04. | Luisa Stefani Joe Salisbury    | 1. Runde        |

| Nr. | Paarung                                | Erreichte Runde |
| --- | -------------------------------------- | --------------- |
| 05. | Ellen Perez Jean-Julien Rojer          | Viertelfinale   |
| 06. | Nicole Melichar-Martinez Matthew Ebden | 1. Runde        |
| 07. | Demi Schuurs Hugo Nys                  | Viertelfinale   |
| 08. | Yang Zhaoxuan Kevin Krawietz           | Achtelfinale    |

## Junioreneinzel
Setzliste
| Nr. | Spieler                  | Erreichte Runde |
| --- | ------------------------ | --------------- |
| 01. | Jaroslaw Djomin          | Achtelfinale    |
| 02. | Rodrigo Pacheco Méndez   | Viertelfinale   |
| 03. | Cooper Williams          | Viertelfinale   |
| 04. | Henry Searle             | 2. Runde        |
| 05. | Juan Carlos Prado Ángelo | 2. Runde        |
| 06. | Ilijan Radulow           | 1. Runde        |
| 07. | João Fonseca             | Sieg            |
| 08. | Darwin Blanch            | Achtelfinale    |

| Nr. | Spieler                  | Erreichte Runde |
| --- | ------------------------ | --------------- |
| 09. | Zhou Yi                  | Viertelfinale   |
| 10. | Branko Đurić             | 1. Runde        |
| 11. | Learner Tien             | Finale          |
| 12. | Tomasz Berkieta          | 1. Runde        |
| 13. | Joel Schwärzler          | 1. Runde        |
| 14. | Federico Cinà            | Halbfinale      |
| 15. | Arthur Géa               | Halbfinale      |
| 16. | Alejandro Melero Kretzer | 1. Runde        |

## Juniorinneneinzel
Setzliste
| Nr. | Spielerin              | Erreichte Runde |
| --- | ---------------------- | --------------- |
| 01. | Renáta Jamrichová      | Halbfinale      |
| 02. | Lucciana Pérez Alarcón | 2. Runde        |
| 03. | Sayaka Ishii           | Achtelfinale    |
| 04. | Sara Saito             | Viertelfinale   |
| 05. | Mayu Crossley          | Rückzug         |
| 06. | Ena Koike              | Viertelfinale   |
| 07. | Kaitlin Quevedo        | Achtelfinale    |
| 08. | Iva Jovic              | 1. Runde        |

| Nr. | Spielerin              | Erreichte Runde |
| --- | ---------------------- | --------------- |
| 09. | Tereza Valentová       | Finale          |
| 10. | Laura Samsonová        | Halbfinale      |
| 11. | Anastassija Gurjewa    | Viertelfinale   |
| 12. | Emerson Jones          | 1. Runde        |
| 13. | Alena Kovačková        | 2. Runde        |
| 14. | Teodora Kostović       | 2. Runde        |
| 15. | Rebecca Munk Mortensen | 1. Runde        |
| 16. | Charo Esquiva Bañuls   | Achtelfinale    |

## Juniorendoppel
Setzliste
| Nr. | Paarung                                | Erreichte Runde |
| --- | -------------------------------------- | --------------- |
| 01. | Jaroslaw Djomin Rodrigo Pacheco Méndez | Halbfinale      |
| 02. | João Fonseca Ilijan Radulow            | Viertelfinale   |
| 03. | Tomasz Berkieta Henry Searle           | Achtelfinale    |
| 04. | Kyle Kang Cooper Williams              | Viertelfinale   |

| Nr. | Paarung                           | Erreichte Runde |
| --- | --------------------------------- | --------------- |
| 05. | Branko Đurić Arthur Géa           | Achtelfinale    |
| 06. | Federico Bondioli Joel Schwärzler | Finale          |
| 07. | Federico Cinà Rei Sakamoto        | Achtelfinale    |
| 08. | Darwin Blanch Roy Horovitz        | 1. Runde        |

## Juniorinnendoppel
Setzliste
| Nr. | Paarung                                  | Erreichte Runde |
| --- | ---------------------------------------- | --------------- |
| 01. | Renáta Jamrichová Kaitlin Quevedo        | Halbfinale      |
| 02. | Sayaka Ishii Ena Koike                   | Achtelfinale    |
| 03. | Alissa Oktjabrewa Lucciana Pérez Alarcón | 1. Runde        |
| 04. | Alena Kovačková Laura Samsonová          | Viertelfinale   |

| Nr. | Paarung                            | Erreichte Runde |
| --- | ---------------------------------- | --------------- |
| 05. | Tyra Caterina Grant Iva Jovic      | 1. Runde        |
| 06. | Nikola Bartůňková Tereza Valentová | Achtelfinale    |
| 07. | Charo Esquiva Bañuls Emerson Jones | Achtelfinale    |
| 08. | Mara Gae Anastassija Gurjewa       | Sieg            |

## Herreneinzel-Rollstuhl
Setzliste
| Nr. | Spieler             | Erreichte Runde |
| --- | ------------------- | --------------- |
| 01. | Tokito Oda          | Erste Runde     |
| 02. | Alfie Hewett        | Sieg            |
| 03. | Gustavo Fernández   | Halbfinale      |
| 04. | Martín de la Puente | Viertelfinale   |

## Dameneinzel-Rollstuhl
Setzliste
| Nr. | Spielerin       | Erreichte Runde |
| --- | --------------- | --------------- |
| 01. | Diede de Groot  | Sieg            |
| 02. | Yui Kamiji      | Finale          |
| 03. | Jiske Griffioen | Halbfinale      |
| 04. | Momoko Ohtani   | Halbfinale      |

## Herrendoppel-Rollstuhl
Setzliste
| Nr. | Paarung                               | Erreichte Runde |
| --- | ------------------------------------- | --------------- |
| 01. | Alfie Hewett Gordon Reid              | Halbfinale      |
| 02. | Martín de la Puente Gustavo Fernández | Erste Runde     |

## Damendoppel-Rollstuhl
Setzliste
| Nr. | Paarung                        | Erreichte Runde |
| --- | ------------------------------ | --------------- |
| 01. | Diede de Groot Jiske Griffioen | Finale          |
| 02. | Yui Kamiji Kgothatso Montjane  | Sieg            |

## Quadeinzel
Setzliste
| Nr. | Spieler         | Erreichte Runde |
| --- | --------------- | --------------- |
| 01. | Niels Vink      | Finale          |
| 02. | Sam Schröder    | Sieg            |
| 03. | Donald Ramphadi | Viertelfinale   |
| 04. | David Wagner    | Halbfinale      |

## Quaddoppel
Setzliste
| Nr. | Paarung                    | Erreichte Runde |
| --- | -------------------------- | --------------- |
| 01. | Sam Schröder Niels Vink    | Sieg            |
| 02. | Heath Davidson Robert Shaw | Erste Runde     |

## TV-Übertragung
Es gab keine Übertragung im frei empfangbaren TV. Der Streaming-Dienst Sportdeutschland.TV hat sich die Übertragungsrechte bis 2027 gesichert, über den die Matches der Hauptrunde kostenpflichtig zu empfangen sind. Kostenfrei waren nur die Übertragungen der Qualifikationsrunden, der Doppel (bis Viertelfinale), der Mixed, der Junioren und des Rollstuhltennis.